# Táncházmozgalom
Az első fővárosi táncház ötlete a Budapesten működő Bihari Együttestől eredeztethető. Ők jöttek rá elsőként, hogy a nem megkomponált táncokat sokkal élvezetesebben adják elő a táncosok, mint a sokadszor előadott koreográfiát. Innen jött a gondolat, miszerint egy privát, csak a négy nagyobb budapesti táncegyüttes tagjait érintő táncházat kellene szervezni. Táncház viszont nincs élő, nem magnóról szóló zene nélkül. Így került képbe a Sebő – Halmos duó Éri Péterrel kiegészülve, akik addigra köztudottan a népi hangszeres zene elkötelezettjeivé váltak, 1972-ben egyedinek bizonyultak az országban, hiszen ők voltak az elsők, akik úgy nyúltak a népzenéhez, hogy annak Bartóki „tiszta forrását” igyekeztek szem előtt tartani úgy, hogy mindeközben mégis újat hozott az akkori ember számára. Ebben nagy segítségükre volt dr. Martin György etnográfus, aki megfelelő zenei gyűjtésekkel látta el őket.
Az első táncház megrendezésére 1972. május 6-án került sor a Liszt Ferenc téren. A Sebő-Halmos duó kiegészülve Éri Péterrel (Muzsikás együttes) szolgálta a „talpalávalót”, a Bihari Együttes pedig házigazdaként szerepelt. Ugyanakkor ez a táncház oly mértékben sikeresen végződött, hogy felkeltette az utcáról betérő emberek érdeklődését is. Ekkor nézeteltérés alakult ki: a Bihari továbbra is a privát, szakszerű táncházat szerette volna, míg Sebő Ferenc, Halmos Béla, és Timár Sándor, a Bartók Együttes akkori vezetője és dr. Martin György jó ötletnek tartotta kinyitni az ajtókat, és beengedni a táncolni vágyókat. Így történt, hogy a Bartók Együttes ezek után átvette a táncházak szervezését, az azokon való oktatással együtt. 
Néhány jellemző a „modern” táncházról, Halmos Béla tollából:

- A táncház nem produkció, hanem olyan szórakozási forma, amelyben a népzene és a néptánc-zenei és mozgásnyelvi anyanyelvként-eredeti formájában és eredeti funkciójában jelenik meg.
- A népzene és a néptánc már nem ösztönösen hagyományozódik, hanem – a tudományos kutatás eredményeit és értékcentrikus szelekcióját alkalmazva – tudatos válogatás, összehasonlítás és összegzés után kerül be a táncházak repertoárjába.
- A táncházmozgalom olyan kisközösségek összessége, amelyben a résztvevők aktívak, öntevékenyek és nem a „kitenyésztett” profik iparilag előállított termékeinek passzív hallgatói-nézői (ez egyben kemény munkát is jelent, hiszen a zene és a tánc csak hosszú, évekig tartó tanulás, rendszeres képzés, gyakorlás után válik szórakozása, de úgy, hogy már az első megtanult dallam vagy az első lépések is örömet okoznak).
- A táncházmozgalom a kezdettől fogva azonos értékű, szuverén minőségként kezeli a magyar néphagyományok mellett a hazai nemzetiségek, illetve a más népek folklórját is.

## Története

### Előzmények
A táncházmozgalom indulása az 1970-es évek elejére datálható. Előzményeinek és szellemi előkészítőjének a Gyöngyösbokréta mozgalom (1931–1944), az 1950-es években a Magyar Állami Népi Együttes megalakulása, illetve több amatőr népi együttes létrejötte, és az 1960-as években a Röpülj páva TV-vetélkedővel induló mozgalom. Kallós Zoltán személye megkerülhetetlen volt az Erdélybe látogató gyűjtők számára, az ő kalauzolása nélkül az induló táncházmozgalom sem juthatott volna táptalajhoz, általa ismerünk számtalan népdalt, balladát. Ezek az előzmények kellettek ahhoz, hogy végül, a 70-es évekre létrejöjjön a társadalomban a magyar népi kultúra megismerése és megélése iránti igény.

### Az első táncház
1972. május 6-án megnyílt Budapesten az első táncház Foltin Jolán, Lelkes Lajos, Stoller Antal ötlete nyomán Sebő Ferenc, Novák Ferenc, Halmos Béla és Martin György részvételével. A táncokat, zenéket színpadra kezdték alkalmazni mindenféle változtatás nélkül. Egy új szakma született. Megjelentek a néptáncosok, népzenészek, népdalénekesek, néptánc-koreográfusok, néptáncegyüttesek, népzenekarok, néptánckutatók és népzenekutatók.
A 70-es években kezdetben három ismertebb táncház-helyszínről beszélhetünk:
- Fővárosi Művelődési Ház, ahol a táncházat havonta egy alkalommal rendezték meg;
- A Budapesti Műszaki Egyetem „R”-klubja, ahol lényegesen kisebb méretű táncház volt.
- A Zuglóban található Kassák Művelődési Ház, avagy közismertebb nevén a Kassák-klub, amely mint a Sebő-együttes klubja működött.

A táncházmozgalom óriási lendülettel haladt előre. Rengeteg lelkes amatőr indult gyűjteni, zenekarok, táncegyüttesek, dalkörök alakultak. A táncház a városi fiatalok egyik szórakozási formájává vált.
A néptánctáborok lehetőséget kínáltak bárki számára, hogy a táncok származási helyén, a még élő, idős adatközlőktől személyesen tanulhassák meg a hagyományos kultúra értékeit.

### A rendszerváltás után
Mára a táncházmozgalom nemzetközivé terebélyesedett. Minden jelentősebb magyar kolóniának van saját táncegyüttese és néha zenekara is. Az USA és Ausztrália minden nagyobb városában, Kanadában, Argentínában, Nyugat-Európában, Japánban, Hongkongban egyaránt. A tagok általában magyar származásúak, de nem magyar származású barátaik, házastársuk is gyakran részt vesz. Zenekaroknál már gyakoribb, hogy semmilyen magyar háttérrel nem rendelkeznek a zenészei.
A táncházmozgalom mintaértékűvé vált a világ folkloristái számára. A szakmai kutatók és a lelkes amatőrök sehol nem tudtak ilyen szerencsésen együttműködni.
Az rendszerváltás újabb nagy változást hozott. A táncházmozgalom intézményesülni kezdett. Elindultak a népzene iskolák (elsőként az Óbudai népzenei iskola) alap-, közép- és felsőfokon. A néptáncoktatás bekerült az általános iskolák órarendjébe. A Magyar Táncművészeti Főiskolán elindult a néptánc szak. Folkmagazin címmel lap indult, a www.tanchaz.hu címen pedig hivatalos honlap, amelyet azóta már rengeteg másik követett. Folkrádió néven internetes rádió indult, kizárólag népzenét játszva. Szakmai rendezvények indultak, mint a Néptánc Antológia, a Szólótáncverseny, a Táncháztalálkozó és a szakmai Minősítő.